# 高知県道211号黒岩東浜線
高知県道211号黒岩東浜線（こうちけんどう211ごう くろいわひがしはません）は、高知県安芸市を通る、かつて存在した一般県道である。

## 概要
安芸市井ノ口甲から安芸市矢ノ丸1丁目に至る。
本路線の東側を高知県道29号安芸物部線、本路線の西側を高知県道389号安芸中インター線が並行しており県道としての意義等が喪失していたことから2024年（令和6年）11月1日、高知県告示第651号により廃止され、安芸市道矢ノ丸黒岩線に変更。

### 路線データ
- 起点：高知県安芸市井ノ口甲（安芸市道井ノ口線交点）
- 終点：高知県安芸市矢ノ丸1丁目（国道55号交点）
- 総延長：3,849 m[1]

## 歴史
- 1959年（昭和34年）4月20日 - 高知県告示第252号により路線認定[1]。当時の整理番号は25[4]。
- 2024年（令和6年）11月1日 - 高知県告示第651号により路線廃止、安芸市に移管され安芸市道矢ノ丸黒岩線に変更[1][2][3]。

## 路線状況

### 道路施設

#### 橋梁
- かきぞえ橋（江ノ川、安芸市）

## 地理

### 通過していた自治体
- 高知県
  - 安芸市

### 交差していた道路
| 交差していた道路          | 交差していた場所 | 交差していた場所 |
| ------------------------- | ---------------- | ---------------- |
| 安芸市道井ノ口線          | 井ノ口甲         | 起点             |
| 高知県道213号高台寺川北線 | 土居             |                  |
| 国道55号 国道493号 重複   | 矢ノ丸1丁目      | 終点             |

### 交差していた鉄道
- 土佐くろしお鉄道ごめん・なはり線

### 沿線
- 安芸市立安芸中学校
- 安芸市立土居小学校
- 土佐くろしお鉄道ごめん・なはり線 安芸駅